# Michajlovsk (Stavropolský kraj)
Michajlovsk (rusky Миха́йловск) je město ve Stavropolském kraji v Ruské federaci. Při sčítání lidu v roce 2010 měl přes sedmdesát tisíc obyvatel.

## Poloha a doprava
Michajlovsk leží na Tašle, pravém přítoku Jegorlyku v povodí Západního Manyče. Od Stavropolu, správního střediska kraje, je vzdálen přibližně dvanáct kilometrů severně.

## Dějiny
Obec byla založena v roce 1784 pod jménem Michajlovskoje přistěhovalci z Kurské gubernie. Po dlouhou dobu se jednalo o příhraniční město na jihu ruského impéria. Začátkem 19. století získala vesnice status stanice.
Od roku 1963 se vesnice nazývala Špakovskoje (Шпаковское) k poctě vojenského důstojníka. V roce 1999 bylo v souvislosti s povýšením na město jméno změněno na Michajlovsk.

### Rodáci
- Marija Stěpanovová (* 1979), basketbalistka